# Almas de Pe y Nejen

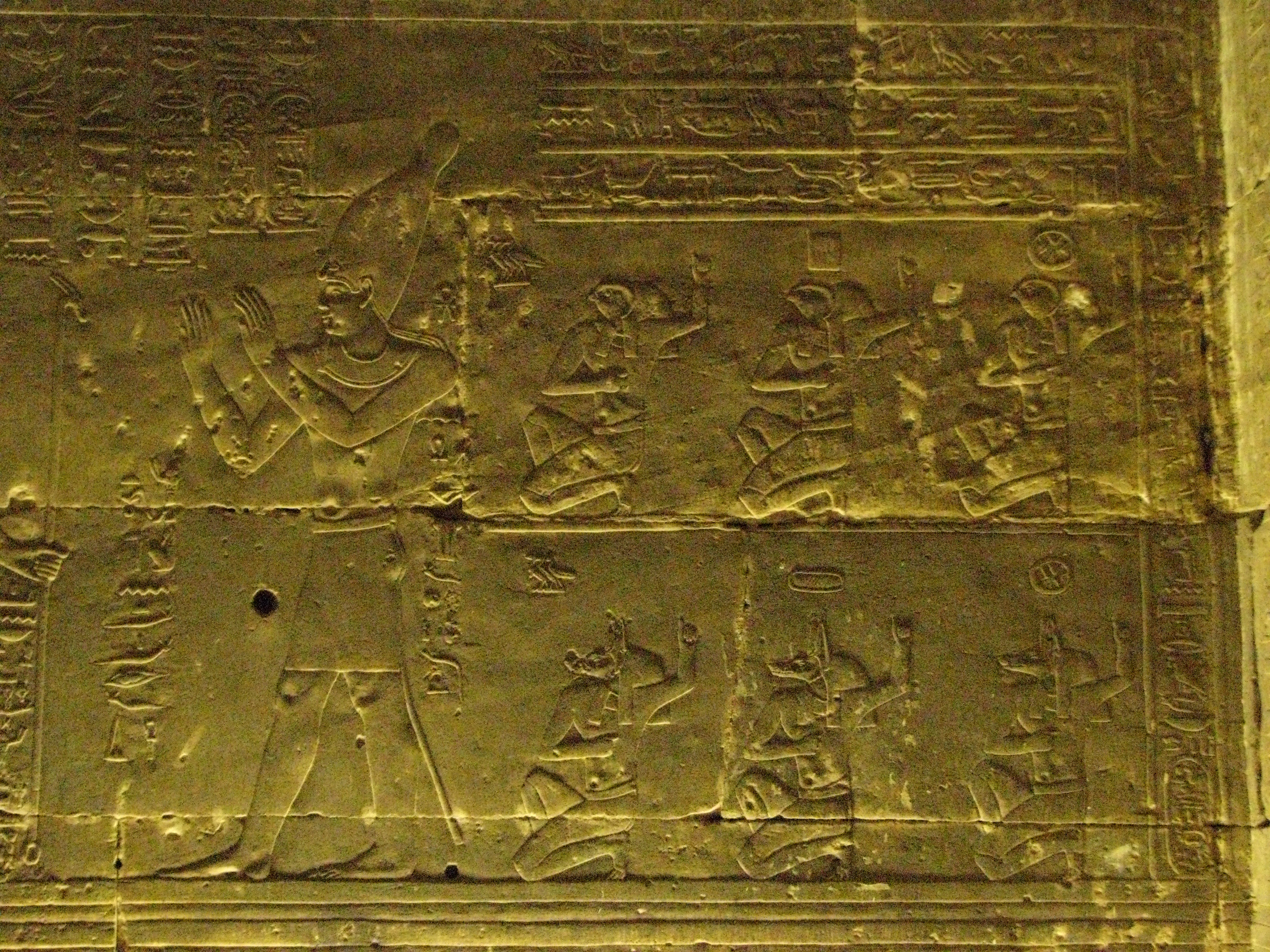
Tres Almas de Pe en el registro superior y tres Almas de Nejen en el inferior, detrás del soberano difunto, mientras lo acompañan con gesto de saludo hnw, en los ritos de purificación ante los dioses.

Almas de Nejen (chacal) y Pe (halcón).

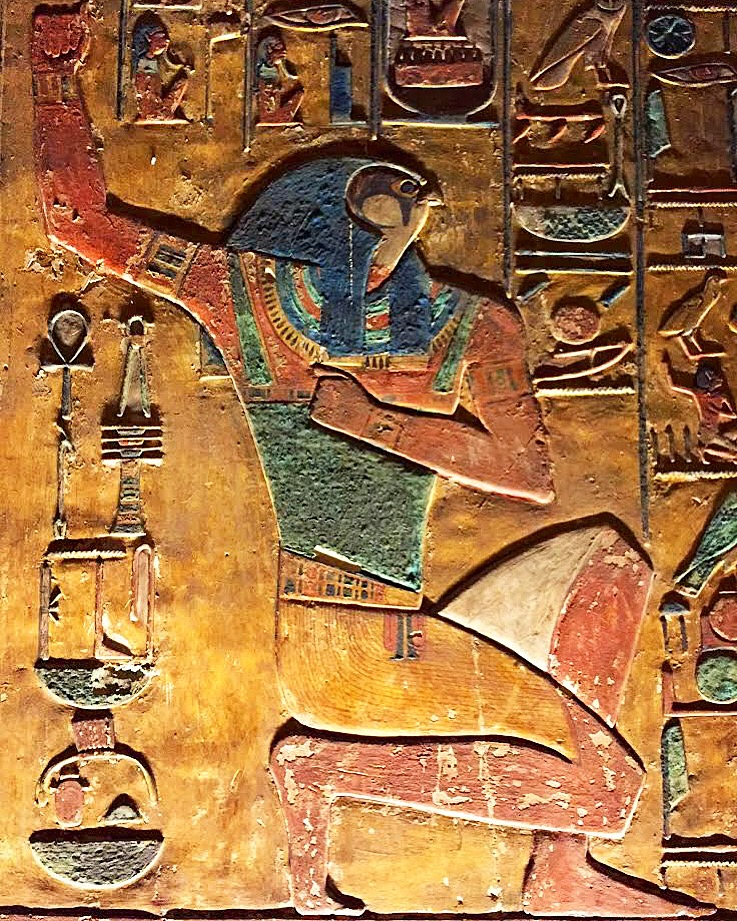
Alma de Pe.

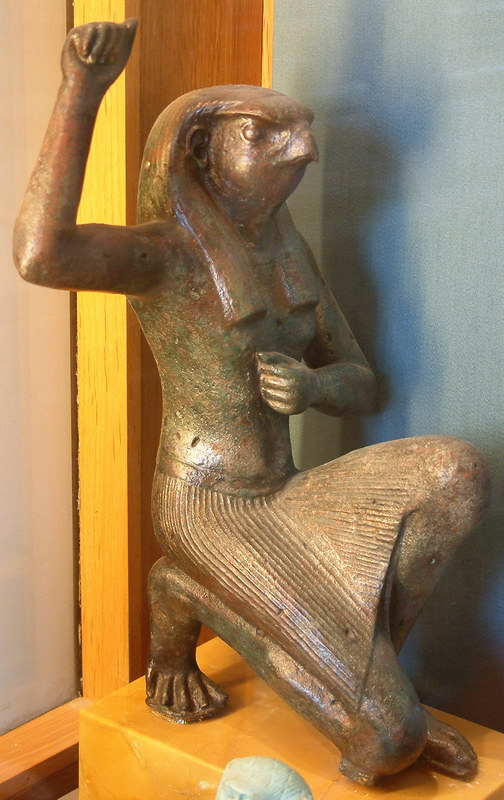
Alma de Pe. Museo del Louvre.

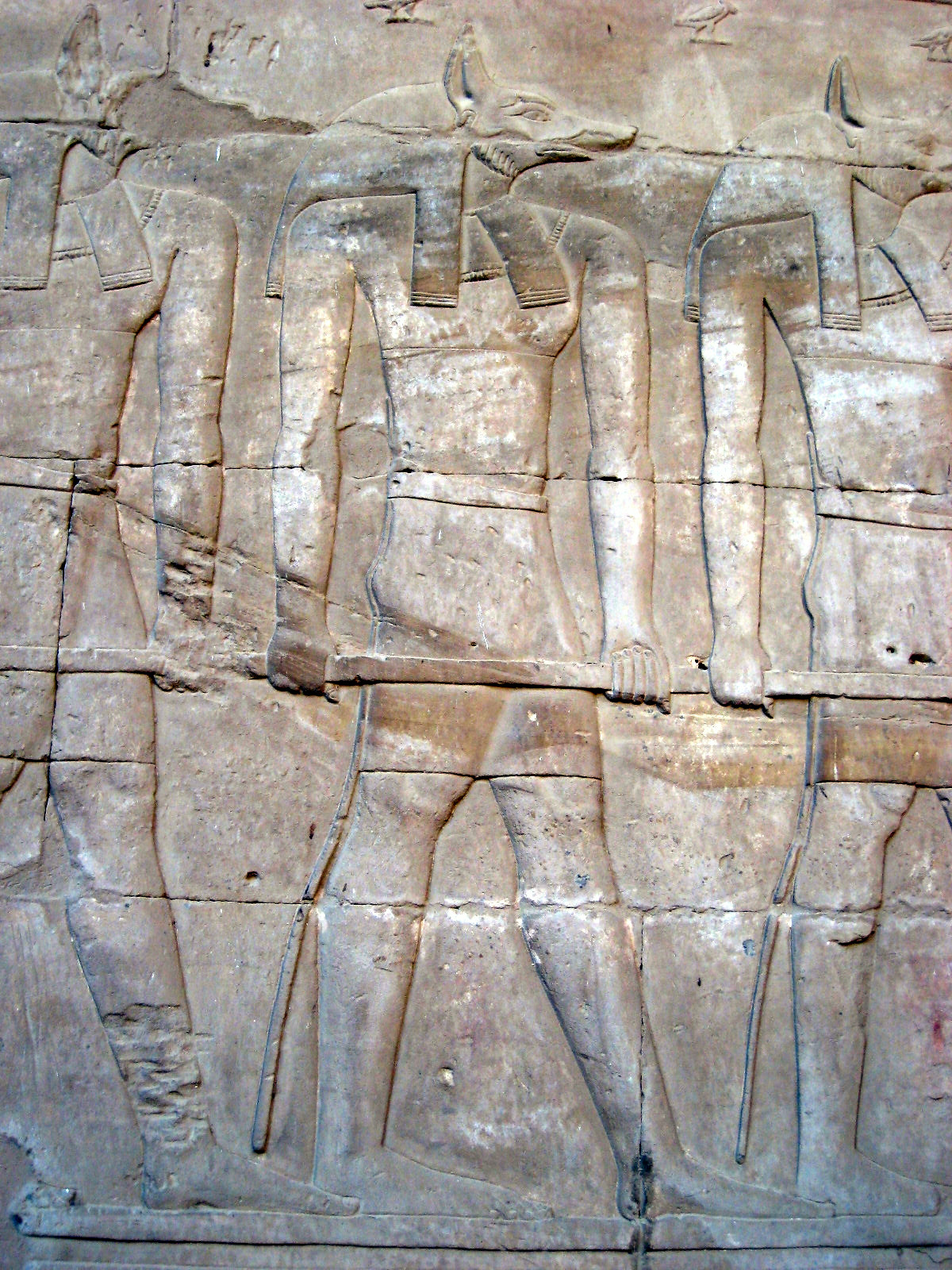
Almas de Nejen, representadas por tres chacales antropomorfos.

Las Almas de Pe y Nejen, se refieren a las almas de los míticos gobernantes predinásticos del Bajo y Alto Egipto.
Son mencionadas por primera vez en los Textos de las Pirámides, en la fórmula relativa al viaje sobrenatural del soberano:

... y vienen (al soberano difunto)
los dioses de las almas de Pe,
los dioses de las almas de Nejen,
los dioses del cielo,
los dioses de la tierra,...

## Historia
| G30 | I12 | G30 | O47 · O49 |

| G30 | I12 | G30 | O47 · O49 |

La gran falta de documentación impidió a Manetón comunicar los nombres de los gobernantes predinásticos, aparte de Menes. Se les llamaba, genéricamente, 'Espíritus de los difuntos' mientras que en el Papiro de Turín estos gobernantes son llamados 'Espíritus seguidores de Horus' o, más simplemente, 'Seguidores de Horus'.
Más concretamente, estas almas son las bȝw egipcias (bau), plural de bȝ (ba), de los soberanos pertenecientes a la esfera de lo divino aunque el ba fuera sólo un componente identificable del individuo en su energía vital.
Estas almas se representan a menudo en pinturas funerarias como una transposición del jeroglífico determinativo de la palabra egipcia hnw, es decir, "júbilo", que representa a una figura antropomorfa con una rodilla en el suelo que se golpea el pecho con un puño, mientras su otro brazo, con el puño cerrado, lo mantiene en alto. El gesto deriva de la música antigua llamada corpórea, que se ejecutaba con la percusión del pecho primero con un puño y luego con el otro.
Era la forma del saludo ante la aparición del soberano y de Ra en el horizonte como Jepri y lo realizaban los sacerdotes, los altos oficiales del estado y el cortejo divino que saludaba a Atón, tanto al amanecer como al atardecer.
Las almas (bȝw) de Pe y Nejen siempre fueron representadas con este gesto de júbilo, como seres antropomorfos con cabeza de halcón las almas de Pe y con cabeza de cánido las de Nejen. Nejen (el griego Hieracómpolis) era el centro de adoración del dios Horus y antigua capital del Alto Egipto, cuyos sucesores, se pensaba, eran los faraones egipcios. Pe (Buto en griego) era la mítica capital del Bajo Egipto, no conocida por su culto a Horus, aunque Ra le había otorgado la ciudad a Horus después de que se lesionara el ojo en la lucha por el trono de Egipto. De esta manera, se identificaban así las antiguas fuerzas espirituales de las dos mitades del país.
La aprobación de sus predecesores, incluso tan mitológicos y anónimos como las "almas de Pe y Nejen", fue importante para los reyes egipcios, quienes se refirieron a ellas en muchas inscripciones. Incluso los faraones kushitas se veían a sí mismos como descendientes de las almas de Pe y Nejen.
Parece que las Almas de Heliópolis comprendían las Almas de Pe y Nejen.

## Representaciones
Iconográficamente, se suelen representar las Almas de Pe y Nejen como divinidades antropomorfas en forma de tres con cabeza de halcón y tres con cabeza de chacal.
Están representadas en la tumba de Ramsés I donde el soberano es saludado por la procesión divina como el nuevo sol u Horus en el horizonte mientras que en otra imagen, el soberano aparece entre un Alma de Pe y una de Nejen mientras saludan a Osiris con un gesto de júbilo.
Incluso la llegada del sol al inframundo era saludada, con el gesto hnw, por deidades definidas como 'las Occidentales', que a menudo reemplazaban a las Almas de Pe y Nejen en la iconografía funeraria.
En la tumba QV52 de la gran esposa real Tyti en el Valle de las Reinas aparecen las Almas de Pe y Nejen entre las decoraciones de sus cámaras laterales.